# Abel Gance
Abel Gance (París, 25 de octubre de 1889 - ibíd., 10 de noviembre de 1981) fue un cineasta francés, pionero del cine mudo, autor de obras emblemáticas como Napoleón. Su carrera se prolongó durante sesenta años.

## Biografía
Gance fue el hijo ilegítimo de Abel Flamant, un acaudalado médico judío, y la obrera Françoise Pèrethon. Fue criado por sus abuelos maternos en el pueblo de Commentry hasta que, cuando tenía ocho años, su madre contrajo matrimonio con el chófer Adolphe Gance, y Abel se trasladó a París a vivir con ellos. Aunque tomó el apellido de su padrastro, siguió recibiendo ayuda económica de su padre, lo que le permitió recibir una excelente educación.

### Inicios en el cine
En 1909 comenzó a trabajar como actor y guionista cinematográfico. Dos años después, en 1911, fundó, con la ayuda de algunos amigos, su propia compañía, y dirigió su primera película, La Digue, un drama costumbrista. Su segunda película, Le Nègre blanc (1912), aborda el tema de los prejuicios raciales, desarrollando la historia de un niño negro maltratado por los blancos. Una incipiente carrera como autor teatral fue interrumpida por el estallido de la Primera Guerra Mundial, durante la cual Gance volvió a dedicarse al cine, con películas como el cortometraje La Folie du Docteur Tube, una extrañísima comedia sobre un científico loco que inventa unos polvos que transforman la apariencia de las personas. Para rodarla, Gance recurrió al uso de espejos distorsionantes. En sus películas de los años siguientes introdujo las técnicas de montaje empleadas ya en Estados Unidos por David Wark Griffith, el uso de primeros planos y otros procedimientos innovadores para la época.
A partir de 1917, el interés de Gance se centra en los dramas sociales, con películas como Le Droit à la vie y Mater Dolorosa, las dos de 1917. Su obra más interesante en esta etapa es La Dixième symphonie (1918), en que un compositor sublima sus padecimientos personales en una trascendental obra de arte. Tras el final de la guerra, Gance estrenó J'accuse (Yo acuso) en (1919), un durísimo alegato contra la carnicería organizada que supuso la I Guerra Mundial. El filme tuvo un gran éxito, tanto en Francia como en el extranjero. Gance viajó a Estados Unidos para exhibir la película ante un público entre el que se encontraba el propio Griffith y las hermanas Lillian y Dorothy Gish.
La siguiente obra de Gance, La rueda (La Roue), fue rodada entre 1919 y 1920, pero no se estrenó hasta 1923. Se trata de una producción monumental, de 32 bobinas, que tuvo que ser estrenada en tres sesiones sucesivas, y que desarrolla la melodramática historia de un maquinista enamorado de su hija adoptiva. El interés del filme radica sobre todo en el tratamiento poético que le imprime su director, desarrollando metáforas como la de la vida como una interminable rueda. La rueda fue una película muy admirada por grandes cineastas, como Jean Cocteau y Akira Kurosawa.

### Napoleón
Tras una extraña comedia de horror en colaboración con el cómico francés Max Linder, Au secours! (1924), Gance rodó su obra más importante, la monumental Napoléon (1927), uno de los grandes clásicos del cine mudo. Gance invirtió dos años en la realización de esta película, que recrea la primera parte de la biografía de Napoleón Bonaparte, desde su infancia hasta la campaña de Italia, en 1796, y que pretendía ser el inicio de un proyecto de seis largometrajes sobre la vida de Napoleón, nunca realizados. Gance no esconde en la película su admiración por el personaje, al que retrata como un líder idealista y visionario, en la línea de los grandes escritores románticos (Byron, Víctor Hugo o Heine), que habían visto en Bonaparte la encarnación del espíritu revolucionario.
En Napoleón, Gance hizo un verdadero alarde de innovaciones técnicas: una escena de persecución, por ejemplo, está rodada con una cámara situada en el lomo de un caballo al galope; la escena inicial del filme, la batalla de bolas de nieve, fue rodada por un operador cámara en mano, algo completamente inusual en la época. Para las secuencias de la tormenta en alta mar y la disputa en la Convención, la hizo colgar como un péndulo, moviéndose de un lado a otro.
Además de dirigir esta película, Abel Gance participó como actor, realizando una sobria y aclamada interpretación del famoso revolucionario Louis de Saint-Just, uno de los máximos representantes del Reinado del Terror de la Revolución francesa.
Para el clímax final de la película, la campaña de Italia de 1796, Gance utilizó un sistema panorámico especial, con tres pantallas y tres proyectores, al que denominó Polyvision, y que le permitía también mostrar tres acciones simultáneas, en forma de tríptico.
La excesiva duración del filme (alrededor de seis horas) hizo que se exhibiese generalmente en versiones mutiladas (en Estados Unidos, por ejemplo, se proyectó una versión de sólo 72 minutos, es decir, poco más de una quinta parte del metraje original). En Puerto Rico, la Universidad del Sagrado Corazón exhibió su versión de solo cuatro horas.

### El cine sonoro
La carrera de Gance no se detuvo con la llegada del cine sonoro. En 1931, Gance estrenó su primera película hablada, La Fin du monde, filme de ciencia ficción en que un astrónomo, interpretado por el propio Gance, descubre que un cometa está a punto de estrellarse con la Tierra. No tuvo demasiado éxito. En 1934, añadió diálogos a un nuevo montaje de Napoleón. Una obra importante de este período es Lucrèce Borgia (1935), ambientada en la Italia renacentista, e inspirada en las vidas de Lucrecia y César Borgia. Este último es la contrafigura del Napoleón de Gance, pues solo siente un insaciable deseo de poder, y carece de los elevados ideales revolucionarios que Gance prestó al corso.
También es relevante la película Un gran amor de Beethoven (1936), nueva incursión en el género biográfico, inspirada en la vida del compositor Ludwig van Beethoven, donde, una vez más, Gance aborda el tema del genio romántico. En 1938 rueda una nueva versión de su clásico antibelicista de 1919, J'accuse. Aunque utiliza parte del metraje de la cinta anterior, se trata en esencia de una nueva película, oportunamente estrenada en vísperas de la Segunda Guerra Mundial.
En la carrera posterior de Gance, destacan sobre todo sus ambiciosas e infravaloradas producciones Austerlitz (1960), sobre la batalla del mismo nombre, y Cyrano et d’Artagnan (1963). Después, Gance dirigió dos películas de tema histórico para la televisión francesa, Marie Tudor (1966) y Valmy (1967). Varios de sus proyectos quedaron sin realizar: además de su saga inconclusa sobre la biografía de Napoleón, se había propuesto rodar una producción épica sobre la vida de Cristo que habría llevado el nombre de La Divine Tragédie (La Divina Tragedia), para la que no encontró financiación. Otro proyecto sobre la vida de Cristóbal Colón no pudo realizarse a causa del estallido de la Segunda Guerra Mundial.
Abel Gance fue un gigante del arte cinematográfico, un genio creador de obras maestras que inspiraron a varios cineastas de generaciones posteriores.

## Filmografía parcial
- 1916: La folie du docteur Tube
- 1917: Barberousse
- 1917: La Zone de la mort (film perdido)
- 1918: La Dixième symphonie
- 1918: Mater Dolorosa
- 1919: J'accuse
- 1923: La Roue
- 1927: Napoléon
- 1929: Napoleon auf St. Helena (colaboración en el guion)
- 1931: La fin du monde
- 1934: La Dame aux camelias
- 1935: Le Roman d'un jeune homme pauvre
- 1935: Lucrèce Borgia
- 1935: Jérôme Perreau, heros des barricades
- 1935: Napoléon (versión de 1927)
- 1936: Le Voleur de femmes
- 1936: Un grand amour de Beethoven (Un gran amor de Beethoven)
- 1938: J'accuse
- 1939: Louise
- 1940: Paradis perdu
- 1941: Vénus aveugle
- 1943: Le Capitaine Fracasse
- 1953: Quatorze juillet (cortometraje)
- 1953: Lumière et l'invention du cinématographe
- 1954: La Tour de Nesle
- 1956: Magirama (codirigida con Nelly Kaplan)
- 1960: Austerlitz
- 1963: Cyrano et d'Artagnan
- 1966: Marie Tudor (telefilm)

## Premios y distinciones
Festival Internacional de Cine de San Sebastián
| Año  | Categoría                                      | Resultado |
| ---- | ---------------------------------------------- | --------- |
| 1960 | Homenaje del jurado por el conjunto de su obra | Ganador   |